# Ludwig Gelpke
Hermann Ludwig Gelpke (* 28. Juli 1854 in Allschwil; † 9. November 1946 in Pratteln; heimatberechtigt in Tecknau) war ein Schweizer Chirurg und Publizist.

## Leben

### Familie und Ausbildung
Ludwig war der Sohn des Julius Alhard Gelpke, Landarzt, und der Karoline geborene Streuli.
Nach dem Besuch des Gymnasiums in Basel studierte Ludwig Gelpke an den Universitäten Basel, Zürich und Genf Medizin. 1879 legte er in Basel das Staatsexamen ab und wurde 1883 zum Doktor der Medizin promoviert.
Seine chirurgische Ausbildung erfuhr er an der Universität Wien bei Theodor Billroth und Anton von Eiselsberg.
1886 legte er das Staatsexamen in Chirurgie an der Universität Freiburg in Freiburg im Breisgau ab. Danach folgte eine chirurgische Weiterbildung bis 1889 bei Jules-Emile Péan in Paris.
Seine erste Ehe schloss Ludwig 1885 mit Anna Emilie Hägler von Füllinsdorf; seine zweite  1911 mit Frieda Bender von Zürich. Aus der ersten Ehe entstammt sein Sohn Ludwig Alhard.

### Medizin
1880 betrieb Ludwig eine Landarztpraxis in Gelterkinden.
Nach Abschluss seiner Weiterbildung in Paris liess er sich 1889 in Mülhausen (Elsass) und 1890 in Liestal mit einer chirurgischen Praxis nieder. Zwischen 1894 und 1924 war er Chefarzt des Kantonsspitals und der Irrenpflegeanstalt in Liestal. Von 1924 bis zu seinem Tode 1946, also im Alter zwischen 70 und 92 Jahren, führte er wieder als Landarzt eine Praxis in Pratteln, wo er sich 1927 niederliess.
Ab 1906 war er als Privatdozent an der Universität Basel, die ihn 1921 zum ausserordentlichen Professor für Chirurgie berief.
Zahlreiche wissenschaftliche Veröffentlichungen tragen seinen Namen. Ludwig Gelpke galt als markante und vielseitige Arztpersönlichkeit. Er machte sich einen Namen als Vorkämpfer der hygienischen Lebensweise und galt als Kämpfer für den Frieden.

### Militär
In seiner militärischen Laufbahn erreichte er den Dienstgrad des Sanitäts-Oberstleutnant. Zur Zeit des Ersten Weltkriegs sammelte er 1915/16 Erfahrungen in Kriegschirurgie in einem Lazarett in Schlesien.

### Mitgliedschaften
Ludwig schloss sich 1877 in Basel der Studentenverbindung Corps Alamannia Basel an.

## Werke
- (zusammen mit Carl Schlatter) Lehrbuch der praktischen Chirurgie für Ärzte und Studierende. 2 Bände. J. A. Barth, Leipzig 1913.
- (zusammen mit Carl Schlatter) Unfallkunde für Ärzte sowie für Juristen und Versicherungsbeamte. Francke, Bern 1917
- (zusammen mit Carl Schlatter) Unfallkunde für Ärzte und Juristen sowie für Versicherungsbeamte. 2., gänzlich umgearbeitete Auflage. H. Huber, Bern 1930.